# Roger Melen
Roger D. Melen (nacido en 1946) es un ingeniero eléctrico reconocido por sus contribuciones a la industria informática, y por sus innovaciones técnicas.
Melen fue cofundador de Cromemco que fue una de las primeras compañías de microcomputadoras. En Cromemco desarrolló sistemas gráficos a color que se utilizaban ampliamente en la difusión de la televisión, y en los sistemas de planificación de la Fuerza Aérea de los Estados Unidos.
 Además de sus aportes en el campo de microcomputadoras, Melen ha hecho importantes aportes técnicos para el desarrollo de sensores de imagen CCD.

## Primeros Aportes

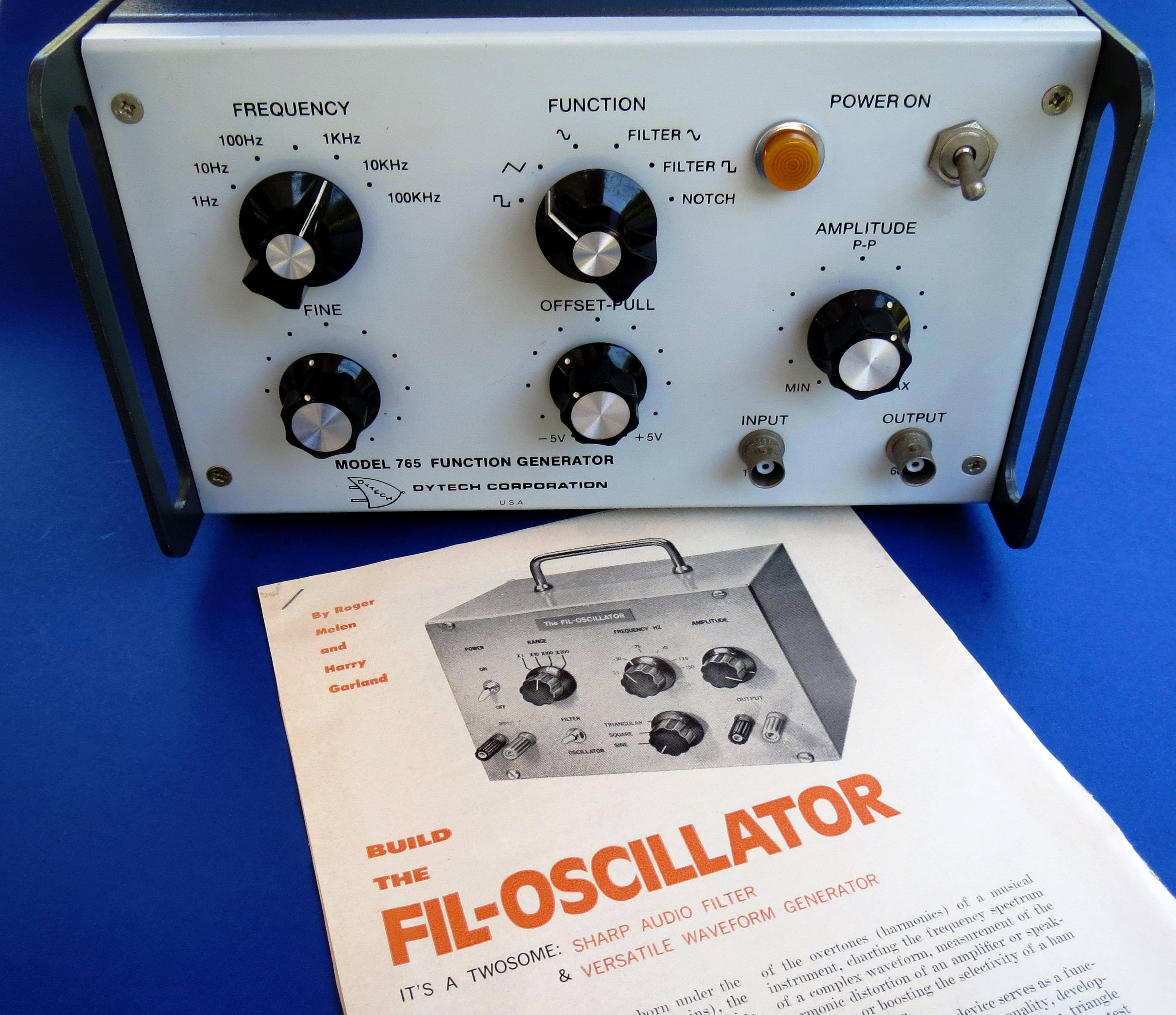
El “Fil-Oscillator”, inventado por Roger Melen, apareció en Popular Electronics en 1971 y fue ofrecido como un producto comercial por Dytech Corporation

Cuando era joven, Roger Melen disfrutaba de ser radioaficionado, y tuvo una estación de radio (bajo el signo WB6JXU) en su casa en Chico, California (Estados Unidos).  Asistió a Chico State College, donde recibió el título en ingeniería eléctrica en 1968. Su primera invención publicada fue un filtro de audio llamado el "Beatnote Basher” que apareció en la publicación 73 Magazine, una revista para radioaficionados, en 1969.
Melen obtuvo su posgrado en la Universidad de Stanford, y continuó diseñando proyectos para el aficionado a la electrónica. Estos proyectos aparecieron en una serie de artículos en la revista Popular Electronics.
Su invención el “Fil-oscillator” apareció en Popular Electronics en 1971 y fue ofrecido como un producto comercial por Dytech Corporation.
Roger Melen obtuvo una maestría en ingeniería eléctrica en Stanford en 1969, y su doctorado en Stanford en 1973. Fue invitado a unirse al equipo de investigación del Laboratorio de Circuitos Integrados de Stanford en 1972, y fue nombrado director asociado del laboratorio en 1974. Trabajó en el desarrollo de sensores de imagen CCD,  los sistemas de imágenes de ultrasonido médico y los sistemas de implante coclear para la sordera profunda.
También continuó escribiendo artículos para la revista Popular Electronics, en colaboración con su compañero el Dr. Harry Garland.
En 1974 el Dr. Melen y sus socios, el Dr. Terry Walker y el Dr. Harry Garland, desarrollaron la primera cámara digital de bajo costo, llamada  “Cyclops”. Cuando el Dr. Melen estaba en la redacción de Popular Electronics en Nueva York para presentar la cámara Cyclops, vio un prototipo de la computadora MITS Altair, que estaba siendo preparado para ser publicado. Reconociendo el potencial de la computadora MITS Altair, Melen cambió su vuelo de regreso a California para ir a través de Albuquerque, Nuevo México para visitar a Ed Roberts, presidente de MITS.  Roberts animó a Melen a conectar la cámara Cyclops a la computadora Altair y le prometió enviarle una computadora Altair para que Melen y sus socios pudieran empezar a construir la interface entre la cámara Cyclops y la computadora Altair.

## Cromemco

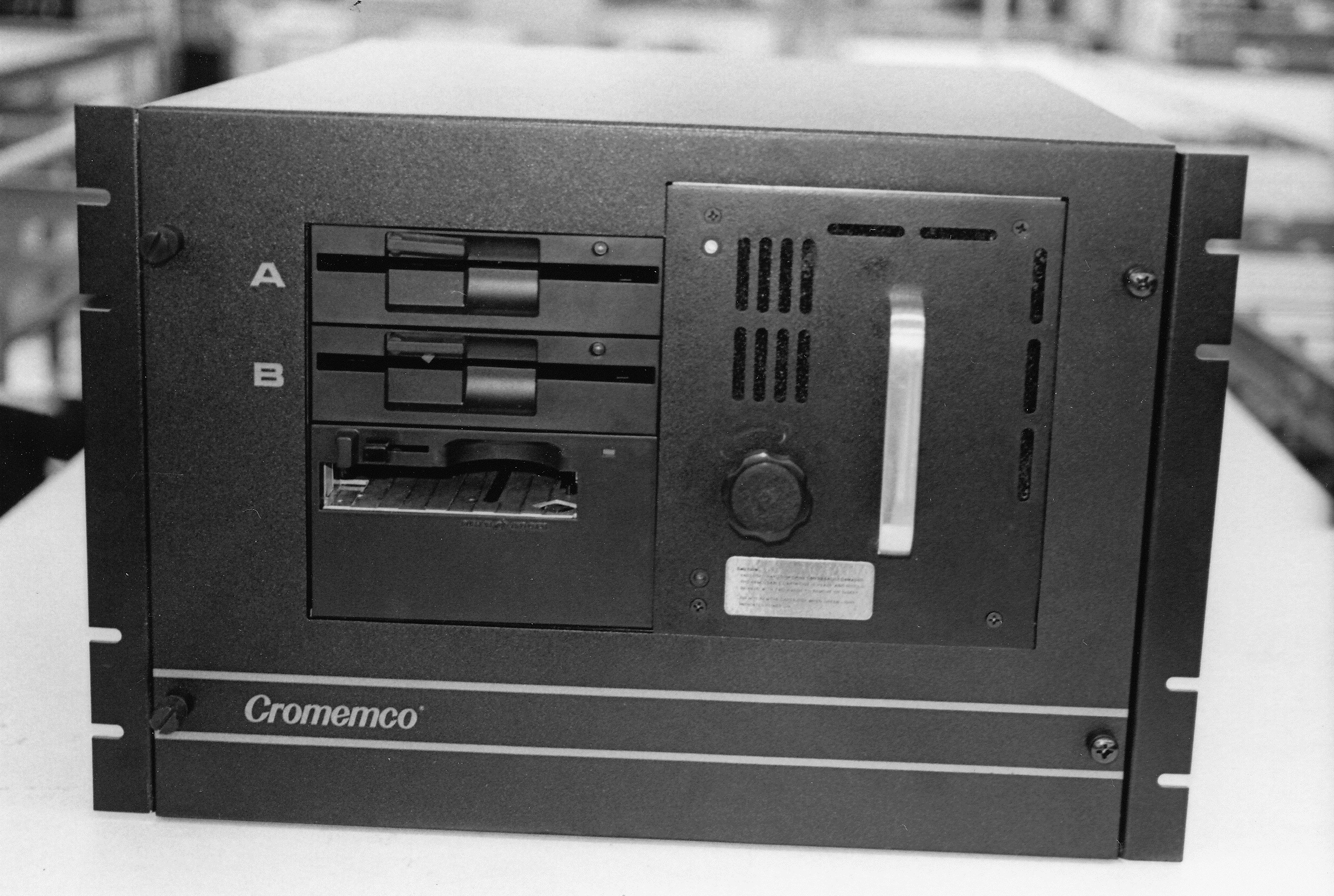
Microcomputadora Cromemco (modelo CS-250, 1986). Este modelo fue utilizado por la Fuerza Aérea de los Estados Unidos.

En enero de 1975 la microcomputadora Altair apareció en la portada de Popular Electronics, y en el mes siguiente la cámara Cyclops apareció en la portada. El Dr. Melen y sus socios comenzaron a trabajar en el desarrollo de una interface para conectar la Cyclops a la computadora Altair, y a diseñar otros productos. Sus próximos productos fueron una interfaz gráfica en color, llamada “Dazzler” y una tarjeta de memoria no volátil programable llamada “Bytesaver”. En enero de 1976 MITS lanzó la cámara Cyclops en su publicación Computer Notes.
El Dr. Melen y el Dr. Garland fundaron la compañía Cromemco para la fabricación y distribución de la Cyclops, la Dazzler, la Bytesaver y los productos que siguieron. Cromemco desarrolló sus propias microcomputadoras, vendidas en todo el mundo, y creció rápidamente.  En 1981 Cromemco fue reconocida como una de las diez compañías privadas con más rápido crecimiento en los Estados Unidos y el mayor fabricante de microcomputadoras basadas en el bus S-100 del mundo.
Cromemco tuvo mucho éxito con sus sistemas gráficos. En los años 80 la mayoría de las estaciones de televisión en los Estados Unidos usaban sistemas de Cromemco para generar imágenes gráficas de mapas meteorológicos. Estos sistemas también fueron utilizados por la Fuerza Aérea de los Estados Unidos. En 1987 la compañía Cromemco fue comprada por Dynatech Corporation y Cromemco se convirtió en Dynatech Computer Systems.

## Otras Actividades
El Dr. Melen fue vicepresidente del Centro de Investigaciones de Canon en los Estados Unidos (Canon Research Center America)  desde 1990 hasta 2001. En 2001 el Dr. Melen se unió a la compañía Toyota.  Actualmente el Dr. Melen está trabajando en Toyota InfoTechnology Center, U.S.A., y está desarrollando sistemas vehículares para lograr vehículos más seguros y más eficientes.

## Reconocimientos
El Dr. Melen es editor del libro “Charge-Coupled Devices: Technology and Applications” y también es autor de dos otros libros “Understanding IC Operational Amplifiers” y “Understanding CMOS Integrated Circuits”.  Ha sido reconocido en muchos publicaciones y apareció en el documental “The Triumph of the Nerds”.  Ha obtenido 50 patentes estadounidenses por sus invenciones.
En 2013 el Dr. Melen fue reconocido por el Living Computer Museum como “pionero en computación.”